# Кошкар
Кошка́р (каз. Қошқар) — село у складі Актогайського району Карагандинської області Казахстану. Адміністративний центр та єдиний населений пункт Кусацького сільського округу.
Населення — 373 особи (2021; 630 у 2009, 790 у 1999, 1106 у 1989).
Національний склад станом на 1989 рік:
- казахи — 100 %.